# Балюк Іван
| Дата народження     = 
| Місце народження    = 
| Дата смерті         = 
| Місце смерті        = 
Ба́люк Іва́н (15 березня 1894, с. Трибухівці — 27 серпня 1915, Завалів) — український поет, публіцист, громадський діяч, четар Легіону УСС.

## Життєпис

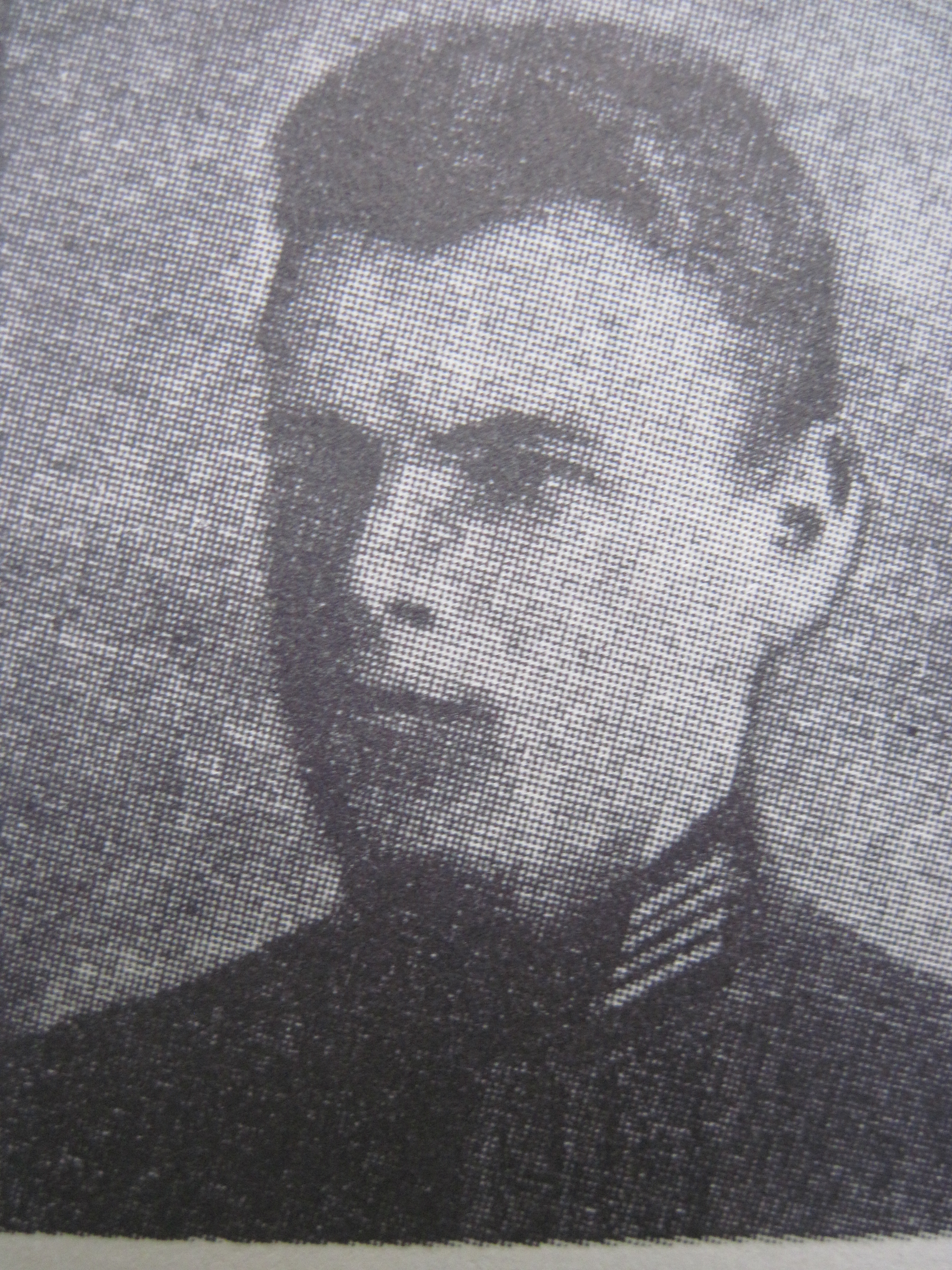
Іван Балюк

Народився 15 березня 1894 року в с. Трибухівці, нині Тернопільська область, Україна.
У 1914 році закінчив навчання в Бучацькій державній гімназії, де був головою таємного драгоманівського гуртка в 1912—1914 роках. Учасник національного молодіжного руху, член повітового проводу філій «Просвіти», «Січі». У липні 1913 р. надіслав Володимирові Гнатюку власні записи народних пісень, коломийок, збірник гаївок, зібраних у рідних Трибухівцях і в Джурині (нині Чортківського району).
10 серпня 1914 р. добровольцем вступив до Легіону УСС, мав звання вістуна, четаря. Пройшов з УСС шлях від Карпат до Дністра і Золотої Липи. Нагороджений 25 квітня 1915 р. австрійською срібною медаллю.
Брав участь у виданні стрілецького журналу «Шляхи». Листувався із СВУ, разом із Василем Бобинським, Романом Купчинським, Володимиром Кучабським, Іваном Іванцем і Левом Ґецем випускав стрілецькі рукописні часописи.
Загинув у бою з російськими військами.

## Доробок
«Стрілецький Календар-Альманах Пресової Кватири У. С. В. в полі на звичайний рік 1917» (Львів, 1917) опублікував шість віршів Івана Балюка, об'єднаних назвою «Скошений цвіт», його спогади «Під Галичем», «Листи з поля» до Степана-Юрія Масляка (сина Володимира Масляка), також біографічну довідку про нього, вмістив спомини друзів.